# Kairos
Kairos (grek. Det rätta ögonblicket) är dels ett uttryck för tid, dels ett begrepp inom retoriken. 
De gamla grekerna hade två ord för tid, chronos och kairos. Medan den förra avser kronologisk eller sekventiell tid, betyder det senare en tid som förflutit, ett ögonblick av obestämd tid där allt händer. Som begrepp inom retoriken handlar kairos om att säga rätt ord vid rätt tillfälle, något som är oerhört viktigt i en retorisk situation. Det handlar också om att behärska konsten att veta var i ett tal olika argument, exempel och liknande bör placeras.
Kairos är också de möjligheter som man får som talare, de kritiska ögonblick där vi får möjlighet att säga något och förmedla ett budskap.

## Roll i retoriken
Kairos är definitivt situationsbundet, och det är en chans för en talare att visa sin skicklighet, att vid rätt tidpunkt leverera det som övertygar mest och “träffar” bäst på publiken.
Och det är viktigt att poängtera att när ögonblicket är borta så kommer det inte igen, det är därför viktigt att snabbt upptäcka möjligheterna.

## Historia
Kairos har sitt ursprung i den hedniska retoriken, och omnämns även i Platons dialog Faidros, som ett retoriskt grepp som är avgörande för huruvida en människa är en fulländad talare eller ej.

## Kairos och Aptum
Sokrates menar att det finns ett nära förhållande mellan dessa retoriska begrepp, där kairos är den känsla som talaren har för vilket som är det rätta ögonblicket, och aptum som representerar det taktfulla och lämpliga i talet.

### Exempel
I en debatt blir du som pro-sida för abort attackerad genom ett argument som säger att alla som gör abort är mördare och bör dömas som sådana. Här dyker tillfället upp och du har en känsla för att en motattack är lämplig (kairos), men du inser också vikten av att presentera ett sakligt argument och inte säga något i stil med: “du är ju dum i huvudet”, utan istället påpekar du kanske att abort idag är lagligt eftersom fostret inte ännu räknas som liv, eller tar upp frågan kring våldtäktsoffrens situation då de blivit gravida. Du har hittat det som är lämpligt för situationen (aptum).